# Torre dei Salassi
La Torre dei Salassi  o Tour de la ville de Cordèle o casaforte di Pompiod (Maison forte de Pompiod) è una torre medievale ridotta a rudere che si incontra in località Pompiod, percorrendo la strada regionale 20 tra Jovençan e Aymavilles, nel comune di Jovençan, in Valle d'Aosta.

## Territorio

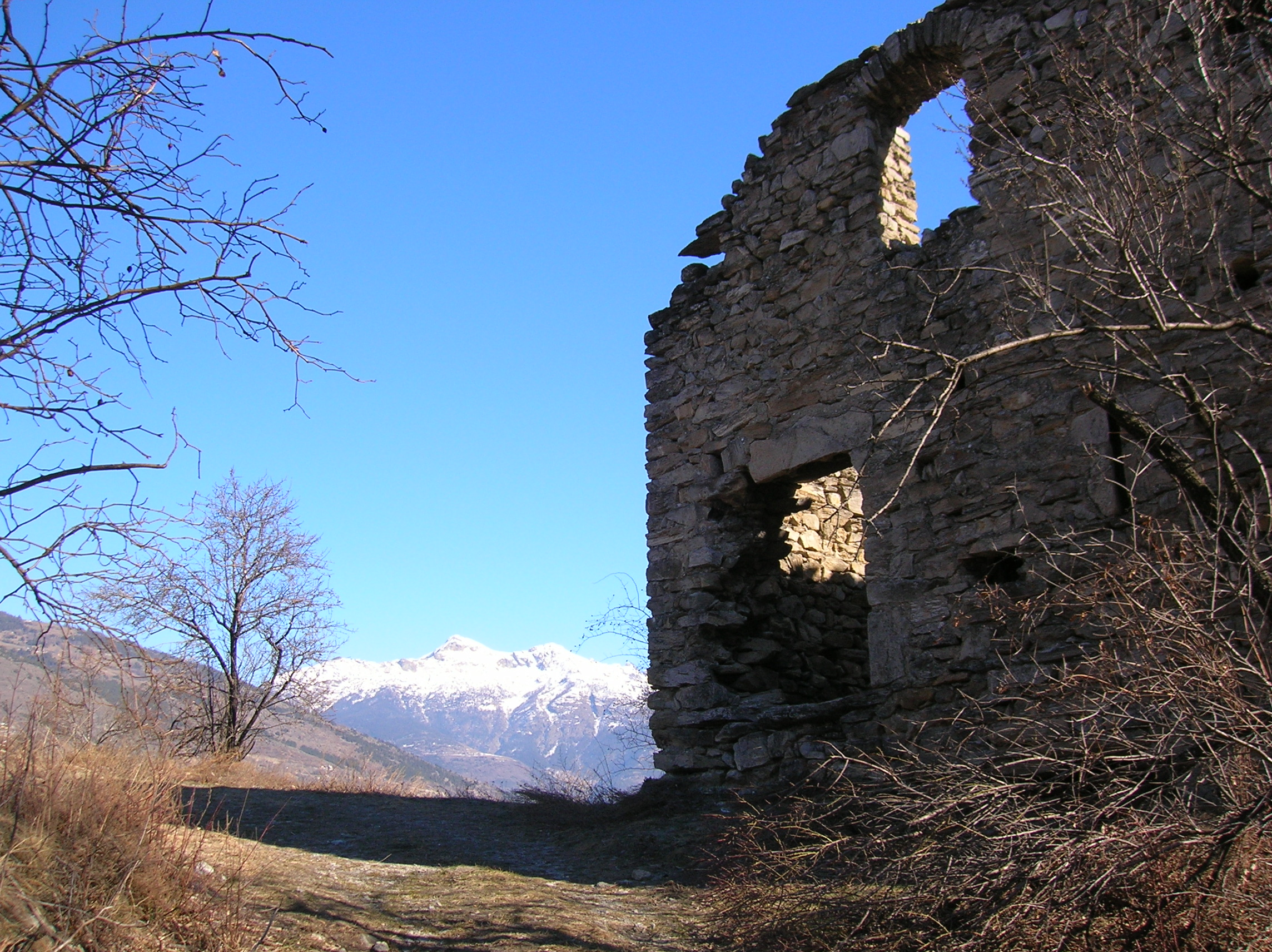
La porta della torre è a livello del terreno ed è stata rimaneggiata.

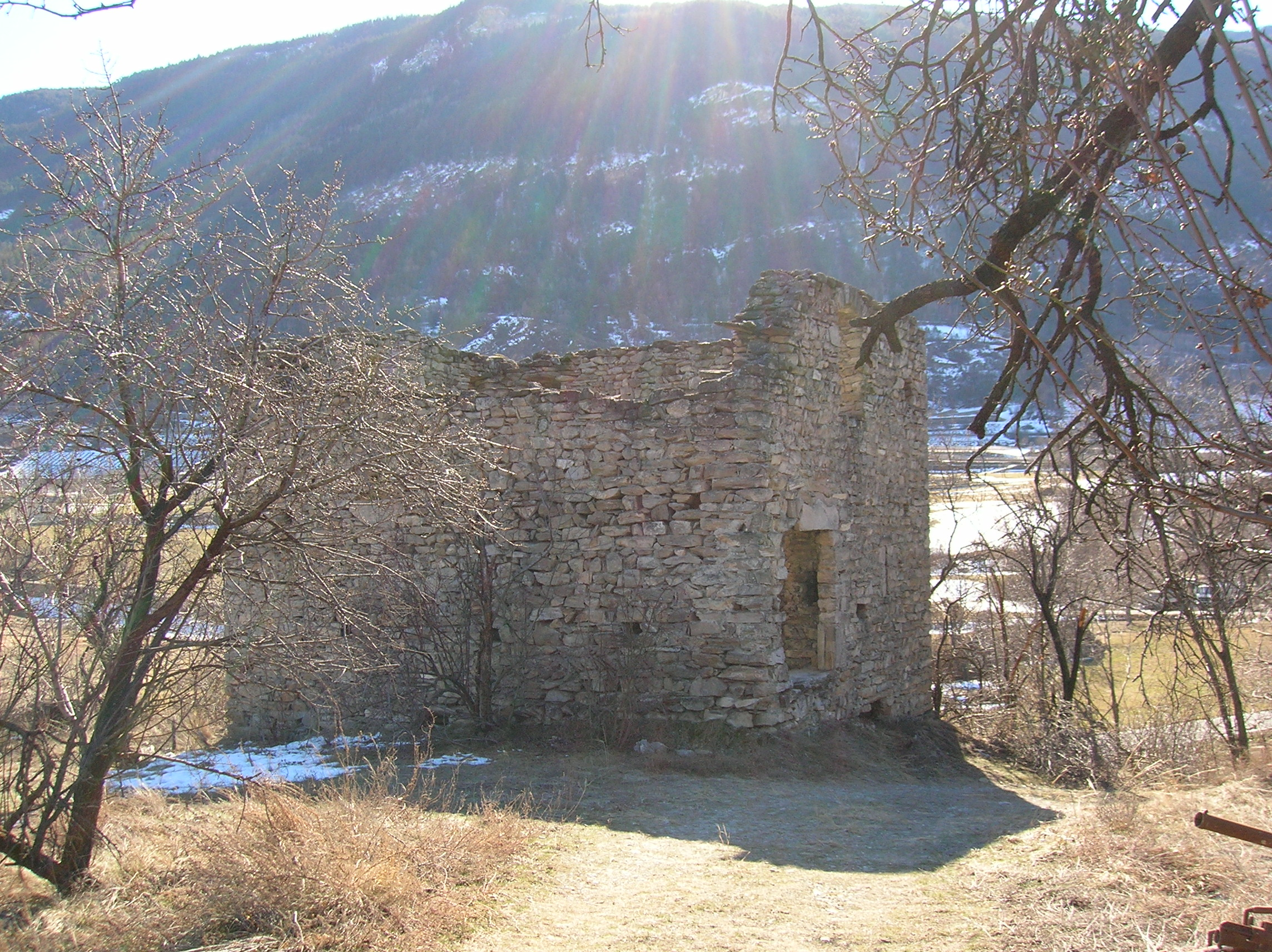
La torre vista da nord.

La torre è immersa tra i mandorli del piccolo promontorio di Châtelair che declina verso la Dora Baltea, ma l'area in cui si trova, seppure negli anni duemila sia stata oggetto di interventi e sia in progettazione un nuovo piano di recupero, è in stato di degrado. Sono numerosi i cumuli di pietre a testimoniare edifici crollati intorno al sito e alcune strutture murarie mostrano ancora le reali dimensioni del complesso. Sulla cima del promontorio, accanto ad un traliccio dell'alta tensione, si trovano i ruderi di un'altra antica torre quadrata, internamente cilindrica, probabilmente l'ultimo resto leggibile del castello di Jovençan. Sotto al promontorio si sviluppa la "Galleria Les Cretes" dell'autostrada A5.

## Storia
Quest'area di Jovençan viene indicata dalla tradizione, senza che vi siano supporti storici e reperti a conferma, come il luogo in cui sorgeva l'antica capitale salassa di Cordelia (fr., Cordèle). Sono per quest'ipotesi sia l'abbé Amé Gorret che il barone Claude Bich e altri. Anche se è probabile che i primi insediamenti nell'area risalgano piuttosto all'epoca romana, non è escluso che la popolazione dei Salassi possa avervi lasciato qualche traccia.
Per quanto riguarda la torre, secondo alcune fonti fu probabilmente eretta prima o durante il XIII secolo, mentre secondo l'esperto di castellologia valdostana André Zanotto non sarebbe anteriore al XIV-XV secolo. Quindi, non necessariamente fu coeva al mastio del castello di Jovençan fatto radere al suolo dal Conte Verde. La cappella era invece la cappella di servizio del castello; ricostruita in seguito alla peste del 1630 è oggi detta Chapelle de Saint-Georges-en-Châtelair. Al momento mancano studi approfonditi sull'area.

## Architettura

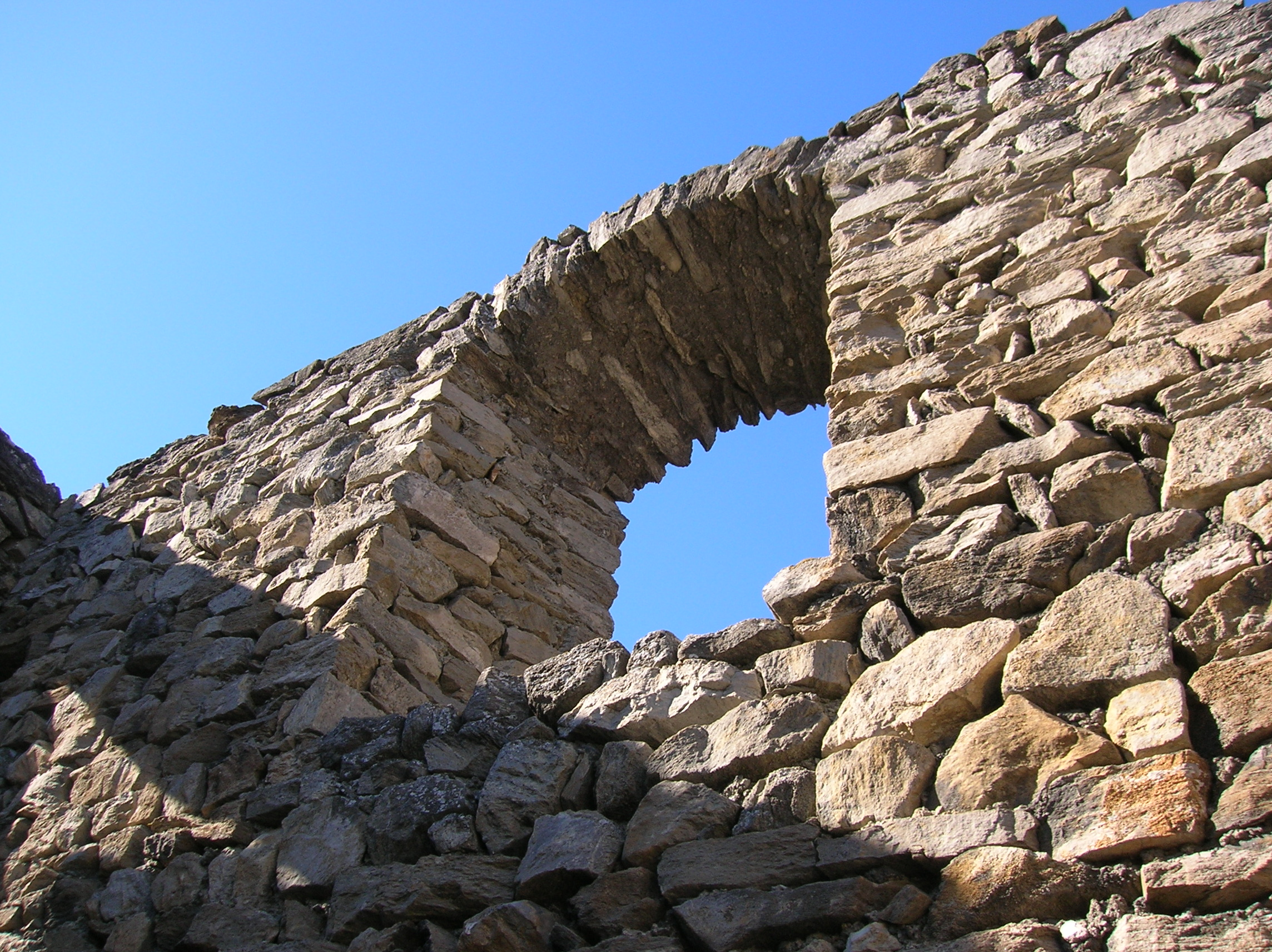
Dettaglio dell'arco di una finestra verso il tetto.

La piantina della torre dei Salassi, rilievo del 1938 di Carlo Nigra.

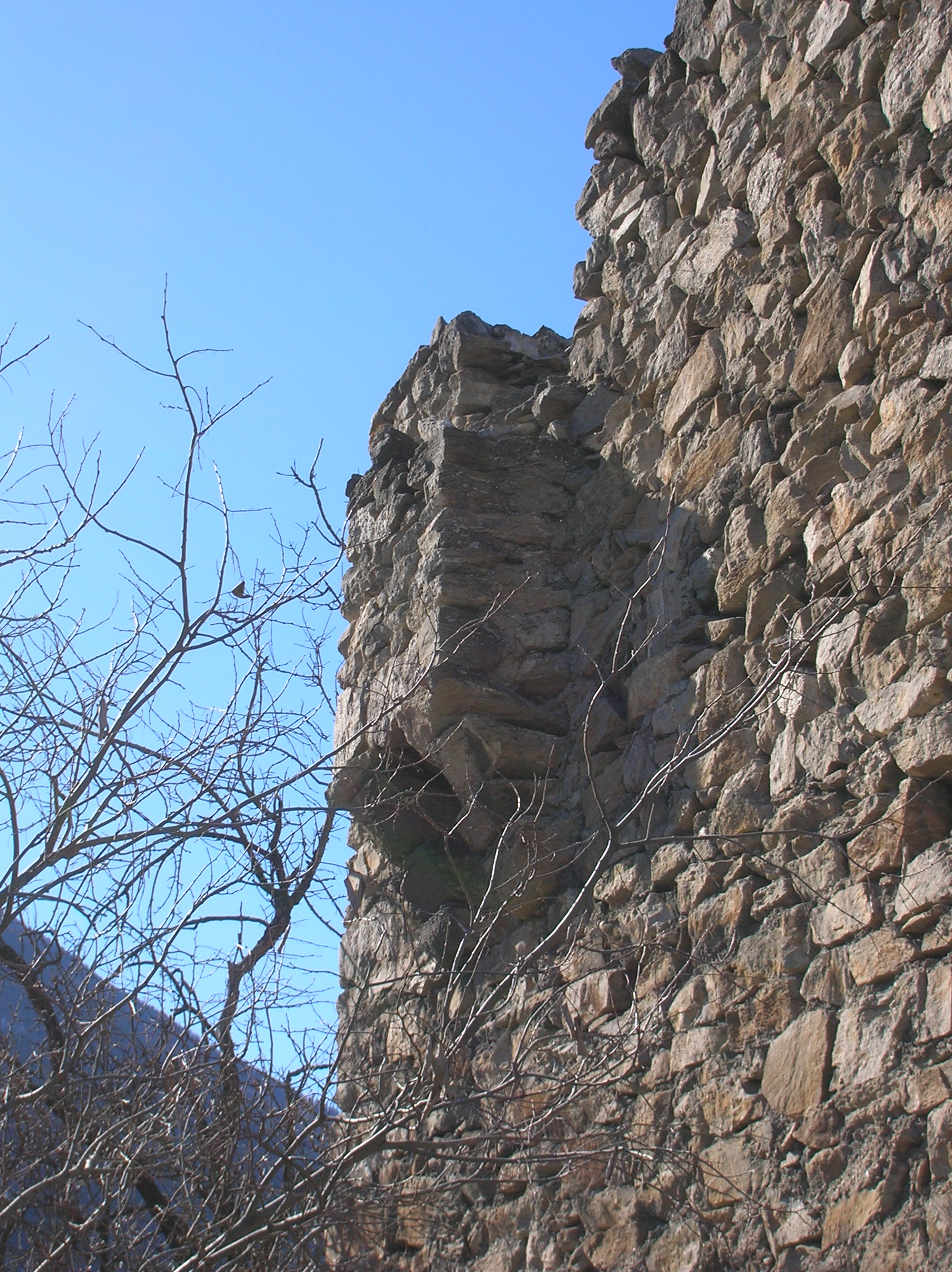
Dettaglio della latrina.

La Torre dei Salassi si compone oggi dei soli muri perimetrali, mentre il tetto è crollato; la torre è internamente riempita di detriti per il collasso dei piani al suo interno. Si conservano sul lato ovest una latrina mentre sul lato est si apre una porta a livello del terreno, rimaneggiata in epoca successiva alla costruzione. Sulle mura si aprono anche varie feritoie che il Nigra dichiara essere di notevoli dimensioni rispetto alle feritoie dell'epoca, e sono ancora visibili i buchi pontieri, ossia i fori di supporto in cui si inserivano le travi di legno per i ponteggi, a reggere i tre piani di cui si componeva l'edificio. Nel sotterraneo probabilmente era installato un camino.